# Tschechowitz II – Vacuum
Tschechowitz II - Vacuum – niemiecki nazistowski podobóz Auschwitz-Birkenau, zlokalizowany w rafinerii w Czechowicach (dziśː Czechowice-Dziedzice).

## Historia obozu

### Lokalizacja
Podobóz został utworzony w drugiej połowie września 1944 r. na terenie gospodarstwa rolnego w pobliżu przystanku kolejowego przy rafinerii (Firma Vacuum Oil Company) Czechowice (niem. Tschechowitz- Vacuum).

### Powstanie
Pierwszych 300 więźniów - Żydów z getta Litzmannstadt w Łodzi, umieszczono w dużej murowanej stajni. Do jej wnętrza, zaadaptowanego na obozowy barak, wstawiono trzypiętrowe prycze. W późniejszym czasie powstały dwie przybudówki (umywalnię i magazyn), a sąsiadujący ze stajnią plac otoczono drutem. W rogach postawiono wieże strażnicze, w których SS-mani strzegli obozu.  Szybko, bo w październiku 1944 r., do obozu skierowano kolejną, liczącą 305 osób grupę Żydów, pochodzących z transportów z getta Theresienstadt.

### Warunki pracy
Więźniów obozu zatrudniano przy rozbiórce uszkodzonych w trakcie bombardowań rafinerii obiektów fabrycznych (patrzː Tschechowitz I), pracach ziemnych, murarskich i betoniarskich, budowie dróg i remoncie okolicznych torów kolejowych, zniszczonych w trakcie bombardowań. Zmuszeni do pracy ponad siły przy odgruzowywaniu, rozbiórce i odbudowie zbombardowanych obiektów więźniowie byli zabijani przez pilnujących SS-manów w każdym przypadku niesubordynacji lub gorszego samopoczucia.

### Personel obozowy
Kierownikiem podobozu był lokalny esesman o nazwisku Knoblik. Oprócz niego i kilkoro (według innej wersji 10 ss-manów) członkami załogi, służbę wartowniczą pełniła służba zakładowa, członkowie Organizacji Todt, a także policjanci.

### Koniec funkcjonowania
W chwili ewakuacji podobozu w styczniu 1945 r. przebywało w nim 561 żydowskich więźniów. Większość z nich poprowadzono następnie pieszo do Wodzisławia Śląskiego i przewieziono koleją do obozu Buchenwald. Pozostałych czekała masakra dokonana przez Niemców. Dnia 21 stycznia 1945 r. pozostałym w izbie chorych więźniom nakazano wykopanie w pobliżu głębokiego dołu, rzekomo w celu pochowania zwłok zmarłych. Następnie do budynku wkroczyli esesmani i zastrzelili część z osadzonych. Pozostawieni przy życiu więźniowie musieli zaś przenieść ciała do przygotowanego uprzednio dołu. Polecono im zakamuflować grób po czym oni również zostali zastrzeleni. Powstały w ten sposób stos esesmani oblali benzyną a następnie podpalili. Masakrę przeżyło jedynie kilku więźniów, którym zawczasu udało się ukryć w znajdującym się obok kurniku.

### Upamiętnienie
Przed wejściem do byłego podobozu znajduje się niewielki pomnik i tablica z napisem w języku polskim, wzniesiona w 1959 roku.